# Weißig (Oßling)
Weißig (obersorbisch Wysokaⓘ) ist ein Ortsteil der Gemeinde Oßling im Norden des ostsächsischen Landkreises Bautzen in der Oberlausitz.

## Geschichte

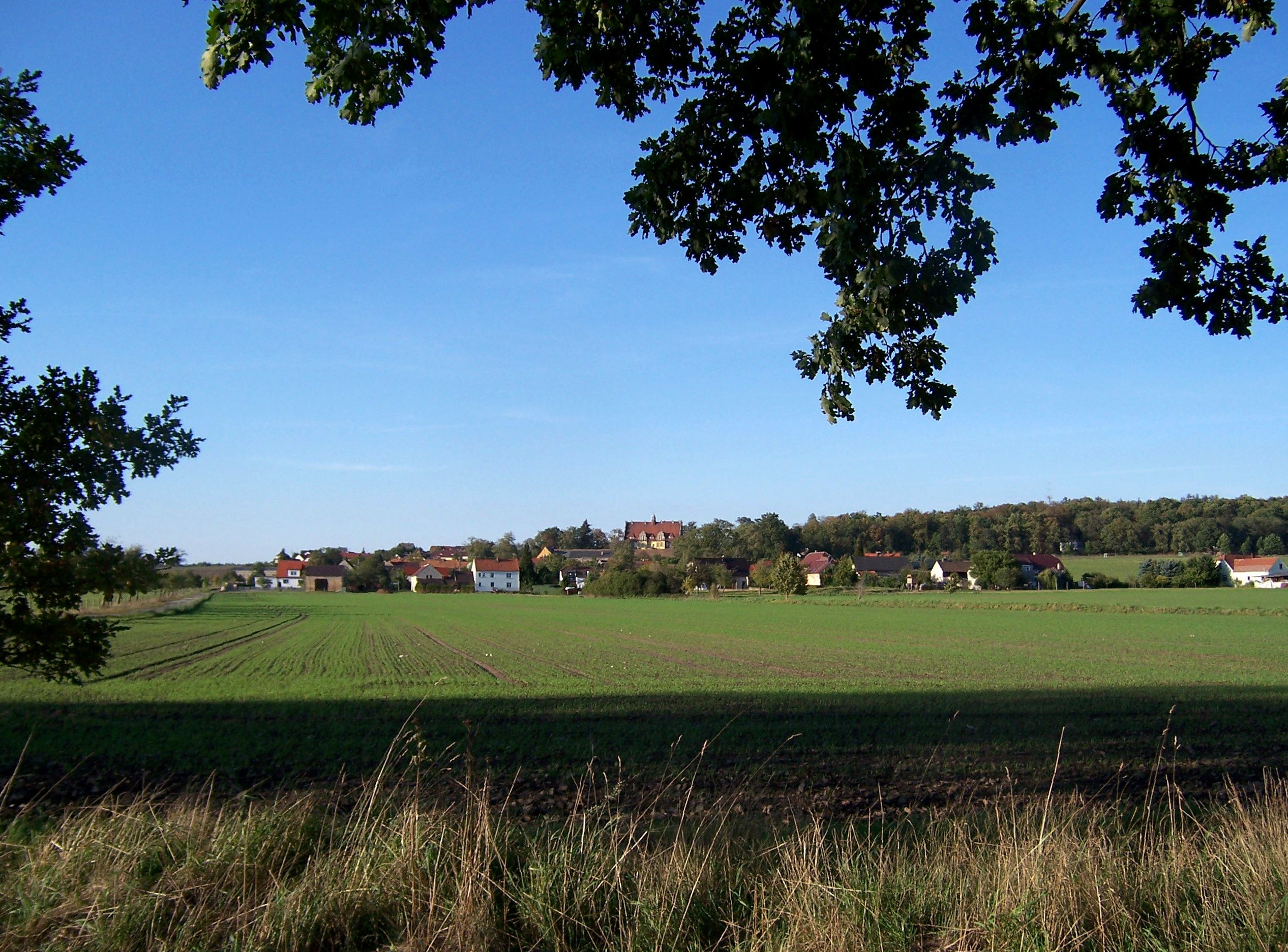
Ansicht von Süden

Weißig liegt am Hang des Windmühlenberges, inmitten einer idyllischen Landschaft aus Teichen, Wiesen und Wäldern. 1374 wurde die sorbische Siedlung erstmals urkundlich erwähnt. Von ihrer Lage ist der Ortsname abgeleitet: „Wysok“, vom sorbischen Wysoka, die Höhe. Im Laufe der Zeit ist der Name mehrfach bis zur heutigen Form abgewandelt worden.
In Weißig pflegt man es, bei dörflichen Anlässen das Weißiger Heimatlied zu singen.
Ebenfalls ist das jährliche Maibaumstellen und -werfen mit anschließendem Küren der Maikönigin sowie der Karneval und das Drachenfest in Weißig eine feste Tradition.

## Bevölkerung und Sprache
Ursprünglich gehörte Weißig zum obersorbischen Sprachgebiet. Für seine Statistik über die sorbische Bevölkerung in der Oberlausitz ermittelte Arnošt Muka in den achtziger Jahren des 19. Jahrhunderts eine Bevölkerungszahl von 274, darunter 228 Sorben (83 %) und 46 Deutsche. Ernst Tschernik zählte 1956 in der Gemeinde Weißig einen sorbischsprachigen Bevölkerungsanteil von nur noch 7,1 %, darunter kein einziger Jugendlicher. Mittlerweile ist die Sprache aus dem Ortsalltag verschwunden.

## Sehenswürdigkeiten

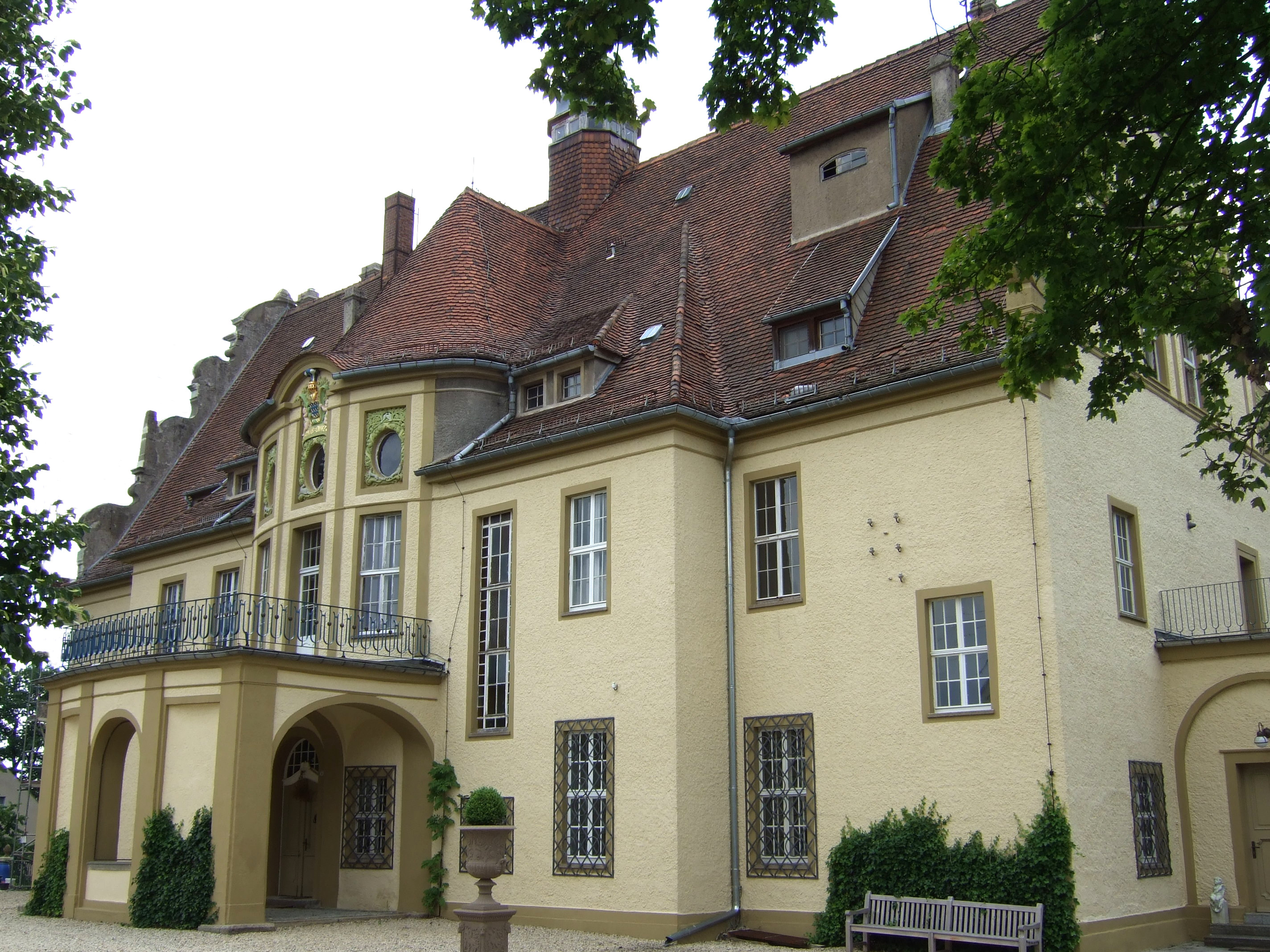
Schloss, Nordseite

- Das Schloss: Das Weißiger Schloss, von Süden und Südwesten weit sichtbar, ist dominanter Punkt des Orts. Es war ab 1723 Stammsitz der Adelsfamilie von Zehmen. Von 1569 bis 1723 war es Sitz dreier anderer Adelsgeschlechter. 1908 wurde der Bau des heutigen Schlosses beendet.
- Die Gruft: Die Adelsfamilie von Zehmen ließ in den Jahren 1842 bis 1844 eine Familienbegräbnisstätte erbauen. Dieses neogotische Mausoleum befindet sich im Schlosspark, etwa 150 Meter östlich vom Schloss entfernt, am Hauptweg des Parks.
- Das Land der tausend Teiche: In der Oberlausitz liegt das größte wirtschaftlich genutzte Teichgebiet Europas. Über tausend Teiche machen den besonderen Reiz und die Liebenswürdigkeit der Landschaft aus. Durch die naturnahe Teichbewirtschaftung ist die Oberlausitz Heimat vieler seltener Tier- und Pflanzenarten.

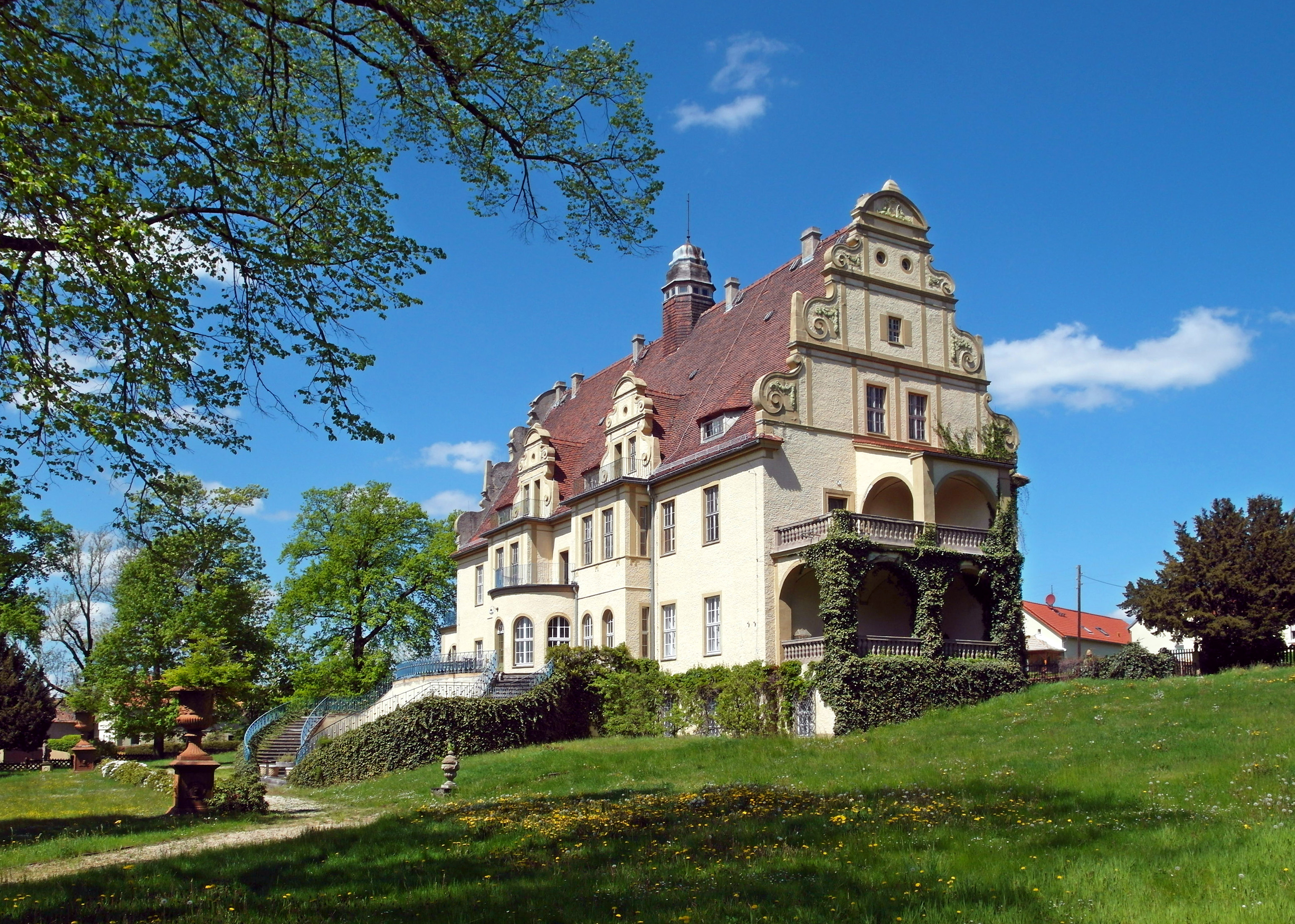
Schloss Weißig, Parkseite

- Schloss Weißig, ParkseiteDas auf dem Dorfanger stehende Denkmal: es zeigt mit einem Gedenkstein, welche Weißiger im Zweiten Weltkrieg gefallen sind, darunter Georg von Zehmen, welcher 1941 sein Leben verloren hat.

## Naherholung
Weißig liegt am Krabat-Radwanderweg und am Froschradweg. Es kann mit einer reizvollen Fahrt durch das Weißig-Biehlaer Teichgebiet aufwarten.

## Anbindung
In Weißig gilt der Tarif des Verkehrsverbundes Oberelbe. Durch die Buslinie 184 ist Weißig an den Gemeindeort Oßling
(5 min Fahrzeit) und an den Bahnhof Kamenz (20 min Fahrzeit) angebunden.
Dort gibt es Umsteigemöglichkeiten zu vielen anderen Buslinien und zur Bahn nach Dresden Hauptbahnhof (S 8). Weißig liegt ca. 6 km südlich der B 97 und ist durch eine Zufahrtsstraße an die Staatsstraße S 94 Neustadt–Kamenz−Bernsdorf an die Anschlussstelle Burkau an der Bundesautobahn 4 angebunden.